# Gustav von Henning auf Schönhoff (General)
Gustav Friedrich Wilhelm von Henning auf Schönhoff (* 22. August 1830 in Gotha; † 1. Januar 1905 ebenda) war ein preußischer Generalleutnant.

Gustav von Henning auf Schönhoff

## Leben

### Herkunft
Gustav war der älteste Sohn des gleichnamigen Regierungspräsidenten Gustav von Henning auf Schönhoff (1798–1880) und dessen Ehefrau Thekla, geborene von Wurmb (1801–1875).

### Militärkarriere
Nach dem Besuch einer Privatschule und des Gymnasiums in seiner Heimatstadt trat Henning am 1. März 1848 als Jäger in die 4. Jäger-Abteilung der Preußischen Armee ein. Er nahm an der Niederschlagung der revolutionären Unruhen in Erfurt teil und wurde Anfang Dezember 1849 unter Beförderung zum Sekondeleutnant in das 3. Jäger-Bataillon nach Lübben versetzt. Von Juli 1852 bis Mai 1859 war er Bataillonsadjutant, stieg zwischenzeitlich im November 1857 zum Premierleutnant auf und avancierte Mitte Mai 1861 zum Hauptmann und Kompaniechef. In dieser Eigenschaft führte Henning die 3. Kompanie 1864 im Krieg gegen Dänemark im Gefecht bei Wielhoi, Rackebüll und Büffelkoppel, dem Sturm auf die Düppeler Schanzen sowie bei Übergang nach Alsen. Für sein Wirken erhielt er den Roten Adlerorden IV. Klasse mit Schwertern.
Kurz nach dem Beginn des Deutschen Krieges trat Henning am 24. Juni 1866 mit seiner Kompanie zum neugebildeten Jäger-Bataillon Nr. 9 über. Er nahm an der Schlacht bei Münchengrätz sowie bei der Main-Armee an den Gefechten bei Hundheim, Uettingen und Roßbrunn und der Beschießung von Würzburg teil. Im Krieg gegen Frankreich führte Henning seine Kompanie in den Schlachten bei Colombey und Gravelotte sowie bei der Belagerung von Metz. Unter Beförderung zum Major erhielt er am 20. Oktober 1870 das Kommando über das 2. Reserve-Jäger-Bataillon, dass zur Bekämpfung von Francs-tireurs zwischen Metz und Paris eingesetzt wurde.
Ausgezeichnet mit dem Eisernen Kreuz II. Klasse wurde Henning nach dem Vorfrieden Ende März 1871 als Kommandeur des I. Bataillons in das 5. Brandenburgische Infanterie-Regiment Nr. 48 versetzt. Er avancierte bis Mitte September 1880 zum Oberst, wurde wenige Tage später unter Stellung à la suite zunächst mit der Führung des Schleswigschen Infanterie-Regiments Nr. 84 beauftragt und am 12. März 1881 zum Regimentskommandeur ernannt. Mit der Beförderung zum Generalmajor erfolgte am 18. November 1886 seine Versetzung zu den Offizieren von der Armee, bevor er am 8. Dezember 1886 die 25. Infanterie-Brigade in Münster übernahm. In dieser Stellung Anfang Mai 1888 mit dem Roten Adlerorden II. Klasse mit Eichenlaub und Schwertern am Ringe ausgezeichnet, wurde Henning am 13. November 1888 unter Verleihung des Charakters als Generalleutnant mit Pension zur Disposition gestellt.

### Familie
Henning verheiratete sich am 9. April 1863 in Lübben mit Emmy von Beerfelde (1838–1891). Aus der Ehe gingen die Tochter Margarethe (1867–1884) und der spätere deutsche Generalleutnant Ulrich von Henning auf Schönhoff (1873–1942) hervor.